# Saint-Marcel (Saône-et-Loire)
Pour les articles homonymes, voir Saint-Marcel.
Saint-Marcel est une commune française située dans le département de Saône-et-Loire, en région Bourgogne-Franche-Comté.

## Localisation
La ville est située à 4 km au sud-est de Chalon-sur-Saône.
| Chalon-sur-Saône |              | Châtenoy-en-Bresse |
|                  | Saint-Marcel | Oslon Lans         |
| Lux              |              | Épervans           |

## Géologie, relief et hydrographie
- La commune est bordée à l'ouest par la Saône.
- Lac des Orlans.

## Climat
Pour des articles plus généraux, voir Climat de la Bourgogne-Franche-Comté et Climat de Saône-et-Loire.
En 2010, le climat de la commune est de type climat océanique dégradé des plaines du Centre et du Nord, selon une étude du Centre national de la recherche scientifique s'appuyant sur une série de données couvrant la période 1971-2000. En 2020, Météo-France publie une typologie des climats de la France métropolitaine dans laquelle la commune est dans une zone de transition entre le climat océanique altéré et le climat océanique altéré et est dans la région climatique Bourgogne, vallée de la Saône, caractérisée par un bon ensoleillement (1 900 h/an), un été chaud (18,5 °C), un air sec au printemps et en été et des vents faibles.
Pour la période 1971-2000, la température annuelle moyenne est de 11,2 °C, avec une amplitude thermique annuelle de 18 °C. Le cumul annuel moyen de précipitations est de 818 mm, avec 10,5 jours de précipitations en janvier et 7,2 jours en juillet. Pour la période 1991-2020, la température moyenne annuelle observée sur la station météorologique installée sur la commune est de 12,3 °C et le cumul annuel moyen de précipitations est de 818,4 mm. 
La température maximale relevée sur cette station est de 41,8 °C, atteinte le 12 août 2003 ; la température minimale est de −20 °C, atteinte le 16 janvier 1985,,.
| Mois                                  | jan.           | fév.           | mars           | avril         | mai           | juin          | jui.           | août          | sep.          | oct.            | nov.          | déc.           | année     |
| ------------------------------------- | -------------- | -------------- | -------------- | ------------- | ------------- | ------------- | -------------- | ------------- | ------------- | --------------- | ------------- | -------------- | --------- |
| Température minimale moyenne (°C)     | 0,7            | 0,6            | 3,1            | 5,8           | 9,8           | 13,4          | 15,2           | 14,7          | 11,2          | 8,2             | 4             | 1,5            | 7,3       |
| Température moyenne (°C)              | 3,3            | 4,5            | 8,4            | 11,8          | 15,8          | 19,7          | 21,8           | 21,4          | 17,2          | 12,7            | 7,2           | 4              | 12,3      |
| Température maximale moyenne (°C)     | 6              | 8,3            | 13,6           | 17,7          | 21,8          | 26            | 28,3           | 28,1          | 23,2          | 17,2            | 10,4          | 6,5            | 17,3      |
| Record de froid (°C) date du record   | −20 16.01.1985 | −15 14.02.1991 | −11,1 01.03.05 | −4,5 08.04.03 | −0,5 06.05.19 | 4 04.06.01    | 6,5 02.07.1981 | 5 30.08.1998  | 1 30.09.1995  | −5,5 31.10.1997 | −9 23.11.1998 | −15,8 30.12.05 | −20 1985  |
| Record de chaleur (°C) date du record | 17 10.01.15    | 20,8 27.02.19  | 26 29.03.1989  | 30,3 16.04.07 | 34,4 29.05.05 | 38,6 27.06.19 | 41 31.07.1983  | 41,8 12.08.03 | 35,1 14.09.20 | 31 02.10.1985   | 22 12.11.18   | 19 16.12.1989  | 41,8 2003 |
| Précipitations (mm)                   | 61,4           | 48,2           | 51,1           | 60,8          | 76,2          | 66,2          | 68,6           | 69,6          | 71,7          | 87,3            | 90,7          | 66,6           | 818,4     |

| Diagramme climatique                                  |            |             |             |             |            |              |              |              |             |           |            |
| J                                                     | F          | M           | A           | M           | J          | J            | A            | S            | O           | N         | D          |
| 60,761,4                                              | 8,30,648,2 | 13,63,151,1 | 17,75,860,8 | 21,89,876,2 | 2613,466,2 | 28,315,268,6 | 28,114,769,6 | 23,211,271,7 | 17,28,287,3 | 10,4490,7 | 6,51,566,6 |
| Moyennes : • Temp. maxi et mini °C • Précipitation mm |            |             |             |             |            |              |              |              |             |           |            |

Les paramètres climatiques de la commune ont été estimés pour le milieu du siècle (2041-2070) selon différents scénarios d'émission de gaz à effet de serre à partir des nouvelles projections climatiques de référence DRIAS-2020. Ils sont consultables sur un site dédié publié par Météo-France en novembre 2022.

## Urbanisme

### Typologie
Au 1er janvier 2024, Saint-Marcel est catégorisée ceinture urbaine, selon la nouvelle grille communale de densité à sept niveaux définie par l'Insee en 2022.
Elle appartient à l'unité urbaine de Chalon-sur-Saône, une agglomération intra-départementale regroupant treize  communes, dont elle est une commune de la banlieue,,. Par ailleurs la commune fait partie de l'aire d'attraction de Chalon-sur-Saône, dont elle est une commune de la couronne,. Cette aire, qui regroupe 109 communes, est catégorisée dans les aires de 50 000 à moins de 200 000 habitants,.

### Occupation des sols
L'occupation des sols de la commune, telle qu'elle ressort de la base de données européenne d’occupation biophysique des sols Corine Land Cover (CLC), est marquée par l'importance des territoires artificialisés (50,6 % en 2018), en augmentation par rapport à 1990 (37,7 %). La répartition détaillée en 2018 est la suivante : zones urbanisées (38,4 %), zones agricoles hétérogènes (26,7 %), terres arables (15,7 %), zones industrielles ou commerciales et réseaux de communication (12,1 %), eaux continentales (6,1 %), prairies (0,6 %), forêts (0,3 %). L'évolution de l’occupation des sols de la commune et de ses infrastructures peut être observée sur les différentes représentations cartographiques du territoire : la carte de Cassini (XVIIIe siècle), la carte d'état-major (1820-1866) et les cartes ou photos aériennes de l'IGN pour la période actuelle (1950 à aujourd'hui).

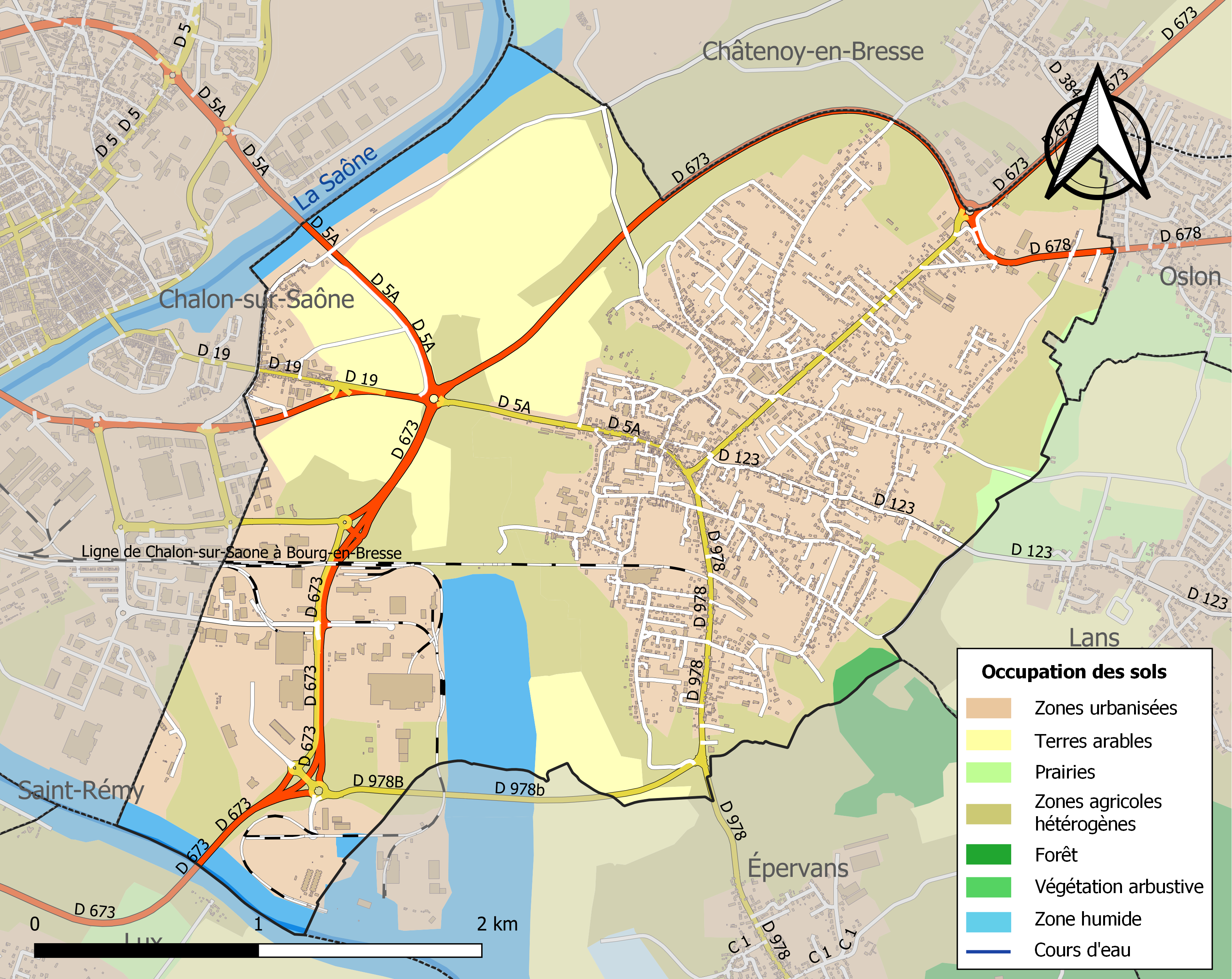
Carte des infrastructures et de l'occupation des sols de la commune en 2018 (CLC).

## Toponymie
- La commune ne s'est pas toujours appelée Saint-Marcel. En effet, elle s'est appelée Hubiliacus (ou Hubiliacum), nom qui semble se rattacher à la racine huba, colonie, fonds, manse, prairie.
- Saint-Marcel-lès-Chalon.

## Histoire
Une fouille archéologique réalisée en 2018 par Archeodunum a révélé un vaste site de l'âge du bronze final et de la période gauloise.
Un diacre du nom de Marcel (saint Marcel de Chalon, célébré en septembre), en lien avec les martyrs de Lyon, fut condamné par un gouverneur du nom de Priscus, à être écartelé en étant attaché à des arbres, flagellé, livré aux flammes et enterré jusqu'à la ceinture dans le champ d'un dieu Bacon, où il agonisa pendant trois jours et mourut le 4 septembre 177 (ou 179). Ce saint fut vénéré et un oratoire fut dressé sur les lieux de son supplice. Puis, en 577-579, Gontran, roi de Bourgogne, voulant honorer sa mémoire, fit élever l'abbaye Saint-Marcel-lès-Chalon pour y être enseveli auprès de la dépouille du saint.
Après la christianisation de l'Empire romain, la ville prend donc le nom de Saint-Marcel, qu'elle perdit quelques mois sous la Première République (1792) au profit de Ubilac.

## Politique et administration

### Liste des maires
| Période                                  | Période                   | Identité                    | Étiquette | Qualité                                                                                     |
| ---------------------------------------- | ------------------------- | --------------------------- | --------- | ------------------------------------------------------------------------------------------- |
| ca. 1940                                 |                           | Alfred Jarreau              | Rad.      | Négociant Conseiller général du canton de Chalon-sur-Saône-Sud (1945 → 1967)                |
| Les données manquantes sont à compléter. |                           |                             |           |                                                                                             |
| mars 1977                                | mars 1983                 | Roger Balan                 |           |                                                                                             |
| mars 1983                                | mars 1989                 | Maurice Gonthey (1931-2019) |           | Maraîcher puis horticulteur                                                                 |
| mars 1989                                | septembre 2006            | Roger Leborne               | PS        | aucune                                                                                      |
| septembre 2006                           | mars 2014                 | Jean-Noël Despocq (1956- )  | PS        | aucune                                                                                      |
| mars 2014                                | En cours (au 26 mai 2020) | Raymond Burdin (1950- )     | UMP-LR    | Sapeur-pompier retraité Conseiller départemental depuis 2021 Réélu pour le mandat 2020-2026 |
| Les données manquantes sont à compléter. |                           |                             |           |                                                                                             |

### Canton et intercommunalité
La commune fait partie du Grand Chalon.

### Jumelages
- Romentino en Italie.

## Population et société

### Démographie

#### Évolution démographique
L'évolution du nombre d'habitants est connue à travers les recensements de la population effectués dans la commune depuis 1793. Pour les communes de moins de 10 000 habitants, une enquête de recensement portant sur toute la population est réalisée tous les cinq ans, les populations de référence des années intermédiaires étant quant à elles estimées par interpolation ou extrapolation. Pour la commune, le premier recensement exhaustif entrant dans le cadre du nouveau dispositif a été réalisé en 2006.

En 2022, la commune comptait 6 211 habitants, en évolution de +3,48 % par rapport à 2016 (Saône-et-Loire : −1,06 %, France hors Mayotte : +2,11 %).
| 1793 | 1800 | 1806 | 1821  | 1831  | 1836  | 1841  | 1846  | 1851  |
| ---- | ---- | ---- | ----- | ----- | ----- | ----- | ----- | ----- |
| 748  | 969  | 974  | 1 141 | 1 173 | 1 284 | 1 278 | 1 405 | 1 407 |

| 1856  | 1861  | 1866  | 1872  | 1876  | 1881  | 1886  | 1891  | 1896  |
| ----- | ----- | ----- | ----- | ----- | ----- | ----- | ----- | ----- |
| 1 455 | 1 518 | 1 531 | 1 648 | 1 674 | 1 673 | 1 743 | 1 767 | 1 886 |

| 1901  | 1906  | 1911  | 1921  | 1926  | 1931  | 1936  | 1946  | 1954  |
| ----- | ----- | ----- | ----- | ----- | ----- | ----- | ----- | ----- |
| 1 906 | 2 069 | 2 219 | 2 274 | 2 419 | 2 613 | 2 706 | 2 807 | 2 900 |

| 1962  | 1968  | 1975  | 1982  | 1990  | 1999  | 2006  | 2011  | 2016  |
| ----- | ----- | ----- | ----- | ----- | ----- | ----- | ----- | ----- |
| 3 198 | 3 516 | 4 253 | 3 973 | 4 118 | 4 705 | 5 603 | 5 816 | 6 002 |

| 2021  | 2022  | - | - | - | - | - | - | - |
| ----- | ----- | - | - | - | - | - | - | - |
| 6 199 | 6 211 | - | - | - | - | - | - | - |

### Enseignement
En 2020, la ville possède 2 écoles maternelles, 2 écoles primaires, 1 collège et 1 CFA.

## Économie

### Usine Framatome
Le groupe Framatome (anciennement Areva NP) possède, depuis 1975, une usine à Saint-Marcel pour la fabrication des cuves de réacteurs nucléaires,.

## Culture locale etpatrimoine

### Lieux et monuments
- Temple : au IIe siècle, les Romains firent dresser un petit temple qui se trouvait à l'entrée de la ville où était nichée une statue, celle du dieu Bacon. Il n'en reste plus aujourd'hui qu'une simple colonne.
- Abbaye Saint-Marcel-lès-Chalon  Classé MH (1862)[24],[25].

Reconstruite au XIIe siècle, elle est rattachée à l'abbaye de Cluny et devient un prieuré.
Il ne reste de l'abbaye que l'église qui a été restaurée en 2003.
Pierre Abélard y meurt le 12 avril 1142. Un tombeau monumental est érigé puis vidé à la Toussaint 1144. Sa dépouille est transportée à l'abbaye du Paraclet.
- Le Réservoir : bâtiments situés à côté de l'ancienne gare de Saint-Marcel. Ce bâtiment abrite les grandes cuves cylindriques qui, autrefois étaient utilisées pour stocker l'eau destinée au fonctionnement des locomotives de la voie de chemin de fer Chalon-sur- Saône - Saint-Marcel - Mervans.

Aujourd'hui, le Réservoir abrite un ensemble culturel municipal composé d'une salle de spectacle (Le Palan), d'une salle de danse, d'une salle d'exposition (« L'Atelier ») et du studio d'enregistrement de « Radio Vagabondage ».

### Personnalités liées à la commune
- Pierre Abélard (1079-1142), philosophe, dialecticien et théologien chrétien.
- Héloïse d'Argenteuil (1092-1164), intellectuelle du Moyen Âge, épouse d'Abélard.
- Benoît Sarre, né à Saint-Marcel-lès-Chalon le 9 pluviôse an VIII (28 janvier 1800) et décédé le 5 août 1902, centenaire ayant connu trois siècles dont la commune de Saint-Marcel célébra les cent ans par une cérémonie officielle organisée le 4 février 1900[26].
- L'abbé Bidaut, curé de Saint-Marcel de 1892 à sa mort (1917), qui, en prêtre féru de sciences, fut à l'origine de l'électrification de la commune au début du XXe siècle[27].

### Héraldique
| Blason de Saint-Marcel (Saône-et-Loire) | Blason  | De gueules à deux clés d'or passées en sautoir, les pannetons affrontés, à l'épée haute d'argent brochante. |
| Blason de Saint-Marcel (Saône-et-Loire) | Détails | Le statut officiel du blason reste à déterminer.                                                            |

## Pour approfondir